# Claudio Fortuna
 Claudio Fortuna  (nacido el 19 de abril de 1990) es un tenista profesional de Italia.

## Carrera
Su mejor ranking individual es el Nº 392 alcanzado el 10 de febrero de 2014, mientras que en dobles logró la posición 663 el 16 de setiembre de 2013.
No ha logrado hasta el momento títulos de la categoría ATP ni de la ATP Challenger Tour, aunque sí ha obtenido varios títulos Futures tanto en individuales como en dobles.